# Liste der Kulturgüter in Pfeffingen
Die Liste der Kulturgüter in Pfeffingen enthält alle Objekte in der Gemeinde Pfeffingen im Kanton Basel-Landschaft, die gemäss der Haager Konvention zum Schutz von Kulturgut bei bewaffneten Konflikten, dem Bundesgesetz vom 20. Juni 2014 über den Schutz der Kulturgüter bei bewaffneten Konflikten sowie der Verordnung vom 29. Oktober 2014 über den Schutz der Kulturgüter bei bewaffneten Konflikten unter Schutz stehen.
Objekte der Kategorien A und B sind vollständig in der Liste enthalten, Objekte der Kategorie C fehlen zurzeit (Stand: 1. Januar 2023).

## Kulturgüter
| Foto |                                                                                   | Objekt                                                                                              | Kat. | Typ | Standort                           | Beschreibung |
| ---- | --------------------------------------------------------------------------------- | --------------------------------------------------------------------------------------------------- | ---- | --- | ---------------------------------- | ------------ |
| ja   | Datei hochladen · Wikidata zu Ruine Pfeffingen (Q2175376)                         | Mittelalterliche-neuzeitliche Burgruine Pfeffingen KGS-Nr.: 01499                                   | A    | F/G | 611561 / 255850                    |              |
| ja   | Datei hochladen · Wikidata zu Römisch-katholische Kirche mit Beinhaus (Q29679596) | Römisch-katholische Kirche mit Beinhaus KGS-Nr.: 01500                                              | B    | G   | Hauptstrasse 44 611332 / 256541    |              |
| ja   | Datei hochladen · Wikidata zu Ruine Schalberg (Q2175414)                          | Mittelalterliche Burgruine Schalberg, mittelpaläolithisch-neolithische Höhlenstation KGS-Nr.: 01501 | B    | F   | 609760 / 257111                    |              |
| BW   | Datei hochladen · Wikidata zu Schlossgut Herrschaftshaus mit Garten (Q29679611)   | Schlossgut Herrschaftshaus mit Garten KGS-Nr.: 01502                                                | B    | G   | Schlossgut 140–146 611720 / 255880 |              |
| BW   | Datei hochladen · Wikidata zu Mesolithische Abristation Angenstein (Q29679562)    | Mesolithische Abristation Angenstein KGS-Nr.: 12184                                                 | B    | F   | 612390 / 256900                    |              |
| ja   | Datei hochladen · Wikidata zu Ruine Engenstein (Q1576670)                         | Mittelalterliche Burgruine Engenstein / Alt Schalberg KGS-Nr.: 12185                                | B    | F   | 609850 / 257050                    |              |
| BW   | Datei hochladen · Wikidata zu Pfarrhaus (Q29679578)                               | Pfarrhaus KGS-Nr.: 12186                                                                            | B    | G   | Allmendgasse 2, 4 611278 / 256526  |              |
| ja   | Datei hochladen · Wikidata zu Ruine Münchsberg (Q2175360)                         | Mittelalterliche Burgruine Münchsberg KGS-Nr.: 12187                                                | B    | F   | 610080 / 256810                    |              |